# Park Seong-cheol
Park Seong-cheol (kor. 박성철; * 16. März 1975 in Busan) ist ein ehemaliger südkoreanischer Fußballspieler, der zuletzt bei Gyeongnam FC spielte. Er war später Interimstrainer bei Incheon United und ist mittlerweile wieder Co-Trainer der 1. Mannschaft.

## Karriere als Spieler

### Jugendzeit
Seine Ausbildung fing er in der Dongnae High School an, die er von 1990 bis 1992 besuchte. Von 1993 bis 1996 war er anschließend an der Dong-A University ausgebildet worden und schloss sie dort ab. Er wechselte danach zu Bucheon SK.

### Fußball-Karriere in Südkorea
Seine Karriere fing er 1997 bei Bucheon SK an. Während seiner Zeit dort, lief er insgesamt 80 mal auf und schoss 14 Tore. Erfolge konnte er dort keine feiern. Zwischen 2000 und 2001 war er aufgrund der Wehrpflicht bei Sangmu FC als Leihspieler in der Halbprofessionellen Liga aktiv. 2005 wechselte er zu Seongnam Ilhwa Chunma FC. Nach einem Jahr ohne Einsatz verließ er den Verein und ging zu Gyeongnam FC. Bis zu seinem Karriereende 2007 absolvierte er 17 Spiele für den Verein und schoss dabei 1 Tor. Ende Saison 2007 beendete er seine aktive Spielerkarriere.

## Karriere als Trainer
Zwei Jahre nach seinem Karriereende als aktiver Spieler wurde er als Co-Trainer der U-18 von Jeju United verpflichtet. In den drei Jahren konnte aber das Trainerteam um Park Seong-cheol nicht die gewünschten Erfolge erreichen, sodass Ende 2012 der Verein das Trainerteam auswechselte und er gehen musste. Erst 2014 wurde er als Co-Trainer in der Gyeonggi Media Broadcasting Science High School wieder eingestellt. Anfang 2015 machte Incheon United ihm ein Angebot, woraufhin er kurz danach hinwechselte und dort Co-Trainer wurde. Während seiner Zeit in Incheon, war er Teil des Trainerstabs um Kim Do-hoon und Lee Ki-hyung. Am 11. Mai 2018 wurde ihm nach Entlassung von Lee Ki-hyung der Trainerposten übertragen und er wurde Interimstrainer. Nachdem aber der Erfolg ausblieb und kaum Punkte geholt wurden, wurde er durch Jørn Andersen ersetzt und übernahm wieder den Posten des Co-Trainers.